# 南大野 (市川市)
南大野（みなみおおの）は千葉県市川市にある地名。現行行政地名は南大野一丁目から南大野三丁目。郵便番号は272-0804。

## 地理
市川市北部に位置する。地域内は中高層のマンションの多い住宅街となっており、地域の北部をJR武蔵野線が通る。また、旧大柏村域で唯一の住居表示施行地域である。
一丁目に市立大野小学校、市川南大野郵便局、二丁目に市川市役所大柏出張所、大野公民館がある。
東は奉免町・柏井町、西・北は大野町、南は下貝塚・北方町と接している。

### 地価
住宅地の地価は、2014年（平成26年）1月1日の公示地価によれば、南大野1-18-11の地点で13万3000円/m2となっている。

## 歴史

### 沿革
- 1869年（明治2年） - 葛飾県葛飾郡大野村となる。
- 1871年（明治4年） - 廃藩置県、県の統合により印旛県葛飾郡大野村となる。
- 1873年（明治6年） - 県の統合及び、郡の分割により千葉県東葛飾郡大野村となる。
- 1889年（明治22年） - 東葛飾郡柏井村、奉免村、大町新田と合併し、東葛飾郡大柏村大字大野となる。
- 1949年（昭和24年）11月3日 - 市川市に編入。市川市大字大野となる。
- 1951年（昭和26年）12月1日 - 市内の大字を町に変更。それに伴い、市川市大野町一丁目 - 四丁目となる。
- 1986年（昭和61年）6月 - 市川市大野町一丁目 - 三丁目の一部を、市川市南大野一丁目 - 三丁目として分離。同時に住居表示施行。

## 地名の由来
大野町の南部に位置したことから｢南大野｣とした。

## 世帯数と人口
2017年（平成29年）9月30日現在の世帯数と人口は以下の通りである。
| 丁目         | 世帯数    | 人口     |
| ------------ | --------- | -------- |
| 南大野一丁目 | 1,772世帯 | 4,497人  |
| 南大野二丁目 | 1,798世帯 | 4,037人  |
| 南大野三丁目 | 731世帯   | 1,650人  |
| 計           | 4,301世帯 | 10,184人 |

## 小・中学校の学区
市立小・中学校に通う場合、学区は以下の通りとなる。
| 丁目         | 番地     | 小学校             | 中学校               |
| ------------ | -------- | ------------------ | -------------------- |
| 南大野一丁目 | 全域     | 市川市立大野小学校 | 市川市立下貝塚中学校 |
| 南大野二丁目 | 1～27番  | 市川市立大野小学校 | 市川市立下貝塚中学校 |
| 南大野二丁目 | 28～30番 | 市川市立大柏小学校 | 市川市立第五中学校   |
| 南大野三丁目 | 全域     | 市川市立大柏小学校 | 市川市立第五中学校   |

## 施設
- 市川市立大野保育園
- 市川市立大野小学校
- 市川市役所大柏出張所
- 大野公民館
  - 市川市立図書館大野公民館図書室
- 市川南大野郵便局